# The Chorus Lady (film 1915)
The Chorus Lady è un film muto del 1915 diretto da Frank Reicher. La sceneggiatura di Marion Fairfax si basa sull'omonimo lavoro teatrale di James Forbes, andato in scena in prima a Broadway il 1º settembre 1906. Prodotto da Jesse L. Lasky, il film aveva come interpreti principali Cleo Ridgely, Marjorie Daw, Wallace Reid.

## Trama
Patricia O'Brian è fidanzata con Danny Mallory, un detective la cui ambizione è quella di possedere una fattoria e lasciare la vita di Broadway per la campagna. Patricia, invece, è una chorus girl e, conoscendo l'ambiente del teatro, cerca di tenerne lontana Nora, la sorella minore. La ragazza, con la testa piena di grilli per il mondo delle celebrità, attira le attenzioni di Dicky Crawford, un protettore delle arti donnaiolo che le procura una parte in uno spettacolo. Nora si innamora e Patricia cerca di distogliere l'interesse di Crawford dalla sorella flirtando con lui. Durante la prova generale, Patricia viene scelta per sostituire la prima attrice malata. Ma, mentre si trova in camerino, vede un biglietto dove legge che Nora si sta preparando ad andare nell'appartamento di Crawford. Mezza vestita, si precipita a fermarla, uscendo dal teatro come si trova, buttandosi addosso solo un cappotto sopra la sottoveste. A casa di Crawford, l'uomo le dichiara di essere interessato solo a lei. I due, però, vengono sorpresi da Danny che, lavorando come investigatore per la moglie di Crawford, sta cercando le prove per inchiodare l'uomo per far sì che lo moglie possa ottenere il divorzio. Trovata la fidanzata che indossa sotto il cappotto solo la biancheria, Danny non vuole ascoltare le proteste di innocenza di Patricia.  Solo più tardi, quando Pat sta per essere sfrattata, i due riescono a parlarsi e a chiarirsi. Riconciliati, si sposano, trasferendosi in campagna insieme a Nora e al suo nuovo fidanzato, un giovane assistente di scena innamorato cotto di lei.

## Produzione
Il film fu prodotto dalla Jesse L. Lasky Feature Play Company.

## Distribuzione
Il copyright del film, richiesto dalla Jesse L. Lasky Feature Play Co., Inc., fu registrato il 4 ottobre 1915 con il numero LU6538.
Distribuito dalla Paramount Pictures e presentato da Jesse L. Lasky, il film uscì nelle sale statunitensi il 18 ottobre 1915.
Non si conoscono copie ancora esistenti della pellicola che viene considerata presumibilmente perduta.